# Różana (powiat średzki)
Różana – wieś w Polsce położona w województwie dolnośląskim, w powiecie średzkim, w gminie Udanin.

## Podział administracyjny
W latach 1975–1998 miejscowość należała administracyjnie do województwa legnickiego.

## Historia
Pierwsze wzmianki o Różanie pochodzą ze źródeł kościelnych (1305 rok - Cunczledirhosin). Biskup Wrocławia von Bongarel w roku 1360 wspomina proboszcza tej wsi. W późniejszych wiekach często zmieniali się właściciele wsi. Na przykład: w 1512 roku właścicielem był Schindel a w 1600 roku ponownie Von Mohl z Drogomiłowic (Dromsdorf). w 1680 roku wieś nabył Dichter Hans Hassman von Abschatz auf Zobel, a po jego śmierci odziedziczył wieś jego syn – Wolf Aassman Freicher von Abschatz.
Kościół, którego ruiny znajdują się we wsi został zniszczony w czasie wojny trzydziestoletniej (1618-1648) – nie remontowany popadł w ruinę. Wierni przeszli do paafi Udanin (Gabersdorf) – tam mieściło się probostwo.
W 1845 roku osiedlił się w Różanie major D.Von Koschembach. Wieś liczyła wówczas 72 domy mieszkalne, 1 zamek, 1 folwark, 1 wiatrak, 1 kierat, 1 browar i gorzelnię oraz miała 474 mieszkańców. Od tego czasu Różana stała się siedzibą rodową.
Sam folwark założyli Koschembachrowie już w 1732 roku. W 1922 roku rodzina założyła fundację, swego imienia i utrzymywała m.in. dom starców prowadzony przez siostry zakonne w Różanie pod nr 17 (numeracja na dzień 15.10.1940 roku)
Do 1860 roku funkcjonowała nazwa Lederhose (skórzane spodnie). Tłumaczone tę nazwę tym, że w XVI-XVII wieku skórzane spodnie były typowym ubiorem rolników, gospodarzy.
W 1860 roku zmieniono nazwę na Lederose.
Wieś leży nad rzeką - Leisebach, przy trasie Malczyce-Strzegom, wokół brak było większych przedsiębiorstw. 15.10.1940 roku do wsi należało 572 ha ziemi, wieś liczyła 349 mieszkańców. Największe gospodarstwo rolne to Rittergut - 213,5 ha. Istniała także szkoła, cmentarz z kaplicą dla dwu wyznań. We wsi było przedszkole, dom starców prowadzony przez ewangelicką siostrę zakonną - w 1940 roku - Helene Purz. Ewangelicy chodzili do kościoła w Jenkowie (Jenkau) a katolicy do Konar (Kuhnern), był również do ludowy i ochotnicza straż pożarna.
We wsi stał pomnik poświęcony mieszkańcom poległym w czasie pierwszej wojny światowej - 14 nazwisk, staw hodowlany należący do Rufersa (obecnie Majda), staw przeciwpożarowy (obecnie zasypany) oraz 2 stawy parkowe.

## Wysiedlenia (opis)
Wspomnienia jednego z mieszkańców (Ericha Preisnera) dotyczące ostatnich lat przed wysiedleniem:
- Do wsi w miejsce powołanych do wojska mężczyzn i ich synów przybyli jeńcy wojenni i robotnicy przymusowi (obcokrajowcy). W styczniu 1945 roku już niektóre matki i dzieci zostały ewakuowane koleją. Podróżowali wagonami bydlęcymi w silnym mrozie do Truntova (Trutenau). Kiedy wojna się skończyła, wróciliśmy z powrotem do Różany – po powrocie okropny widok – puste domy, brak elektryczności, potłuczone naczynia.
- Cała wieś wyglądała jak po przejściu tajfunu. Kiedy przyszli Polacy, wzięliśmy ostatnie konie, ręczne wózki i skierowaliśmy się w kierunku Nysy. Pod Haynau (Kleefeld) byliśmy w obozie 8 dni. Znowu wróciliśmy - mieszkaliśmy z Polakami – każda niemiecka rodzina dostała jedną małą izdebkę. W lipcu 1946 roku 33 osoby bydlęcymi wagonami wróciło do ojczyzny - przybyliśmy do Ronnenberg pod Hannverem, niektórzy osiedlili się w Raum (niedaleko). Pozostali mieszkańcy Różanej (narodowości niemieckiej) w 1947 roku zostali przesiedleni do NRD (niedaleko Lipska).

## Demografia
Od roku 1945 wieś Różana, była zasiedlana głównie osobami zamieszkującymi dotychczas wschodnie tereny Polski - okolice Kielc i Rzeszowa. Obecnie (III 2011 r.) wieś liczy 223 mieszkańców.

## Zabytki
Do wojewódzkiego rejestru zabytków wpisane są:
- cmentarz parafialny, z drugiej połowy XIX w.
- kaplica, z 1887 r.